# János Vaszary
János Vaszary, Johann von Vásáry, född 10 januari 1899 i Budapest, Ungern död 25 november 1963 i Madrid, Spanien, ungersk författare, manusförfattare, dramatiker och regissör.

## Filmmanus i urval
- 1942 – Håll mig kär!
- 1943 – Ta hand om min fru!
- 1944 – Mina drömmars kvinna
- 1956 – Du är musik